# Alfred de Knyff
Alfred de Knyff, né le 20 mars 1819 à Bruxelles et décédé à Paris le 22 mars 1885, est un artiste peintre belge, spécialiste de la peinture de paysages.

## Biographie
Issu d'une branche de la famille de Knyff, il porte le titre de chevalier. Il est fils de Pierre II Michel de Knyff (1784-1847) alliée à Constance de Vinchant, dame héritière de Gontreuil.
Après ses études à l'Académie royale des beaux-arts d'Anvers, Alfred de Knyff suit un bref apprentissage dans l'atelier parisien du peintre suisse Alexandre Calame. En 1860, il est l'élève de Théodore Rousseau et rejoint l'école de Barbizon. Ami proche des peintres Joseph et Alfred Stevens, il fréquente aussi Corot, Jean-François Millet et Constant Troyon.

## Honneurs
- Officier de l'ordre de Léopold (4 mai 1881)[1].
- chevalier de la Légion d'honneur[2].